# Звёзды пляжного футбола
Звёзды пляжного футбола (англ. Beach Soccer Stars) — ежегодное пляжное футбольное мероприятие, проводимое для награждения лучших игроков и тренеров по итогам сезона.
Призы вручаются в пяти номинациях: «Лучший игрок», «Лучший тренер», «Лучший вратарь», «Лучший молодой игрок», «Самый красивый гол». Кроме того представляют символическую пятёрку игроков года.
Лучшего тренера, игрока и вратаря определяют посредством голосования тренеров и капитанов всех национальных сборных мира, лучшего молодого игрока выбирает экспертный совет BSWW, а лучший гол болельщики определяют электронным голосованием.

## Победители
| Год  | Лучший игрок  | Лучший вратарь   | Лучший тренер      | Лучшие 5 игроков                                                 | Лучший молодой игрок | Лучший гол            | Лучшая футболистка |
| ---- | ------------- | ---------------- | ------------------ | ---------------------------------------------------------------- | -------------------- | --------------------- | ------------------ |
| 2014 | Бруно Шавьер  | Дона             | Михаил Лихачев     | Дона Илья Леонов Озу Морейра Бруно Шавьер Льоренс Гомес          | Ноэль Отт            | Льоренс Гомес Видео   | Не присуждалась    |
| 2015 | Маджер        | Джонатан Торохиа | Марио Наркизо      | Джонатан Торохиа Маджер Озу Морейра Бруно Шавьер Хейману Тайаруи | Бе Мартинс           | Маджер Видео          | Не присуждалась    |
| 2016 | Маджер        | Элинтон Андраде  | Марио Наркизо      | Элинтон Андраде Озу Морейра Деян Станкович Маджер Бруно Шавьер   | Родриго              | Ник Перера Видео      | Не присуждалась    |
| 2017 | Маурисиньо    | Пейман Хоссейни  | Джилберто Да Коста | Мао Бруно Шавьер Маурисиньо Ноэль Отт Мохаммед Ахмадзаде         | Борис Никоноров      | Пейман Хоссейни Видео | Сара Кемпсон       |
| 2018 | Льоренц Гомес | Элинтон Андраде  | Джилберто Да Коста | Элинтон Андраде Бруно Шавьер Датинья Озу Морейра Льоренц Гомес   | Мохаммад Моради      | Эду Суарес Видео      | Марина Фёдорова    |